# Gwiazdy polskiej muzyki lat 80. (album Republiki)
Gwiazdy polskiej muzyki lat 80. – album kompilacyjny zespołu Republika wydany 26 czerwca 2007 roku jako dodatek do gazety. Zawiera 16 przebojów grupy z lat 1982–1985. Do albumu jest dołączona 24 stronicowa książeczka zawierająca krótką historię zespołu. Płyta jest częścią kolekcji „Dziennika” i jest drugą częścią cyklu „Gwiazdy polskiej muzyki lat 80.”. Foto: Antoni Zdebiak i Roman Jocher. Projekt graficzny: Ajdyn Łazimow, Anita Pilewska, Radosław Jaros, Waldemar Kontrym.

## Lista utworów
Źródło:.
1. „Kombinat” (muz. i sł. G. Ciechowski) – 3:20
2. „Sexy doll” (muz. i sł. G. Ciechowski) – 4:00
3. „Telefony” (muz. i sł. G. Ciechowski) – 4:22
4. „Biała flaga” (muz. i sł. G. Ciechowski) – 4:53
5. „Arktyka” (muz. i sł. G. Ciechowski) – 4:08
6. „Śmierć w bikini” (muz. i sł. G. Ciechowski) – 4:23
7. „Będzie plan” (muz. i sł. G. Ciechowski) – 3:39
8. „Halucynacje” (muz. i sł. G. Ciechowski) – 3:20
9. „Znak =” (muz. i sł. G. Ciechowski) – 2:49
10. „My lunatycy” (muz. G. Ciechowski, Z. Krzywański sł. G. Ciechowski) – 4:20
11. „Nieustanne tango” (muz. i sł. G. Ciechowski) – 5:25
12. „Psy Pawłowa” (muz. i sł. G. Ciechowski) – 4:16
13. „Obcy astronom” (muz. G. Ciechowski, Z. Krzywański, sł. G. Ciechowski) – 5:16
14. „Poranna wiadomość” (muz. G. Ciechowski) – 4:23
15. „Tak długo czekam (Ciało)” (muz. i sł. G. Ciechowski) – 6:36
16. „Moja krew” (muz. G. Ciechowski) – 4:13

## Muzycy
Źródło:.
- Grzegorz Ciechowski – śpiew, instrumenty klawiszowe, flet
- Sławomir Ciesielski – perkusja, instrumenty perkusyjne, śpiew
- Zbigniew Krzywański – gitary, śpiew
- Paweł Kuczyński – gitara basowa, śpiew